# Янг, Пол
Пол Э́нтони Янг (англ. Paul Antony Young; род. 17 января 1956, Лутон, Бедфордшир, Англия) — британский певец и музыкант, победитель Brit Awards 1985 года в категории «Лучший британский исполнитель».
Во второй половине 1980-х стал известен во всей Европе благодаря композициям «Every Time You Go Away», «Come Back and Stay» и кавер-версии песни Crowded House «Don’t Dream It’s Over». В 2011 году Пол впервые выступил в России на фестивале Авторадио «Дискотека 80-х».

## Дискография
См. статью «Paul Young discography» в англ. разделе.